# Dividende
Als Dividende (aus lateinisch dividendus, „der zu verteilende“; englisch dividend) wird in der Wirtschaft meist der Teil des Gewinns bezeichnet, den eine Aktiengesellschaft (oder eine andere Kapitalgesellschaft) an ihre Aktionäre (oder Anteilseigner) ausschüttet. Der Gesetzgeber in Deutschland verwendet den Begriff Dividende nicht im Aktiengesetz, sondern nennt sie in § 174 Abs. 2 Nr. 2 Aktiengesetz den „auszuschüttenden Betrag“. Bei anderen Kapitalgesellschaften, wie der GmbH, gibt es Gewinnausschüttungen.
Die Ausschüttungen von Investmentfonds werden zwar manchmal als „Dividende“ bezeichnet, jedoch ist diese Bezeichnung nicht unbedingt korrekt, da in den Ausschüttungen auch zinsartige Erträge enthalten sein können. Die Ausschüttungen von Genussscheinen eines Unternehmens sind selbst keine Dividenden, werden aber gelegentlich an die Höhe der Dividende einer Aktie desselben Unternehmens gekoppelt.

## Allgemeines
Die Dividende ist für den Aktionär ein Kapitalertrag, für das ausschüttende Unternehmen eine Gewinnverwendung. Aktien werden deshalb auch als Dividendenpapiere bezeichnet. Die Dividendenberechtigung ist neben dem Stimmrecht das wichtigste Recht eines Aktionärs. Eine Dividendenberechtigung ergibt sich aus der Gattung der Aktien; reguläre Dividenden werden auf Stammaktien, erhöhte auf Vorzugsaktien ausgeschüttet. Bei Gewinnschuldverschreibungen wiederum ist die Dividende mit einem festen Anleihezins gekoppelt. Ob und inwieweit eine Dividende aus dem Bilanzgewinn gezahlt werden kann, hängt von der schwankenden Ertragslage des Unternehmens ab. Eine Dividendengarantie wird in diesem Zusammenhang in ganz bestimmten Ausnahmefällen ausgesprochen.

## Beschluss und Zahlung
Die Höhe der Dividende wird vom Vorstand vorgeschlagen und von der Hauptversammlung mit einfacher Mehrheit beschlossen (§ 174 Abs. 1 AktG). Bis 2016 erfolgte die Dividendenzahlung meist am Tag nach der Hauptversammlung. Seit Inkrafttreten des § 58 Abs. 4 Satz 2 AktG am 1. Januar 2017 tritt die Fälligkeit frühestens am dritten auf den Hauptversammlungsbeschluss folgenden Geschäftstag – entsprechend §§675n, 675s und 675t BGB ist damit jeder Bankarbeitstag gemeint – ein (Ex-Tag). 2017 zahlten alle DAX-Unternehmen die Dividenden am dritten Bankarbeitstag aus. Durch Hauptversammlungsbeschluss oder die Satzung kann eine spätere Fälligkeit vorgesehen werden. Entscheidend für den Anspruch auf eine Dividendenzahlung ist, ob der Aktionär am Tag der Hauptversammlung die entsprechende Aktie in seinem Wertpapierdepot verbucht hatte oder bei Namensaktien in das Aktionärsverzeichnis eingetragen war. In vielen Ländern gelten abweichende Regelungen. Manchmal gilt der sogenannte Record date als Stichtag. Bei schwebenden Börsengeschäften bestimmt sich der Anspruch nach dem Schlusstag. Der letzte Tag vor dem Ex-Tag ist der letzte Cum- beziehungsweise Inklusiv-Tag. Der Ex-Tag ist meistens der Zahlbarkeitstag, muss es aber nicht zwingend sein. Trotzdem wird in solchen Ausnahmefällen bei Kauf ab Ex-Tag kein Dividendenanspruch mehr erworben. In Deutschland ist es üblich, die Dividende nur einmal jährlich auszuschütten. In anderen Ländern sind mehrmalige Ausschüttungen bis hin zu monatlichen Dividendenzahlungen üblich. In den USA ist beispielsweise die quartalsbezogene Dividende die gängige Form.
Am Tag der Auszahlung der Dividende wird die Aktie ohne Dividendenanspruch gehandelt, da der Dividendenkupon der Aktie, der das Recht auf die Auszahlung der Dividende verbrieft, gegen die Dividende eingetauscht wurde. Dies wird mit dem Kurszusatz „eD“ (ex Dividende) gekennzeichnet. Ohne den Kupon ist die Aktie aus Sicht des Käufers um genau den Bruttodividendenbetrag weniger wert, weshalb bei der Preisbildung der weggefallene Dividendenanspruch eingepreist wird. Man spricht vom „Dividendenabschlag“ oder davon, dass die Dividende aus dem Kurs „heraus gerechnet“ wird. Der Dividendenabschlag wird jedoch von normalen Marktschwankungen überlagert. Der Kurs kommt nach wie vor durch Angebot und Nachfrage zustande und kann daher höher oder niedriger ausfallen als der rechnerische Wert ex Dividende.
Angegeben wird die Dividende meist in Währungseinheit pro Stück, also beispielsweise drei Euro pro Aktie. Manchmal wird die Dividende aber auch in Prozent des Nennwerts angegeben.
2022 schütteten die 40 Dax-Unternehmen eine Dividendensumme von 50,6 Milliarden Euro aus.

## Steuerliche Behandlung der Dividende
Die steuerliche Zuordnung der Dividende ist eine spezielle Frage, insbesondere wenn diese noch nicht ausgeschüttet wurde. Sie ist daher zunächst dem Cashflow zuzurechnen.

### In Deutschland
Privatpersonen in Deutschland müssen Dividenden als Einkünfte aus Kapitalvermögen mit der Kapitalertragsteuer versteuern. Einzelunternehmen und Personengesellschaften versteuern die Dividenden nach dem so genannten Teileinkünfteverfahren. Häufig wird die Kapitalertragsteuer in Höhe von 25 % (zuzüglich 5,5 % Solidaritätszuschlag) und ggf. Kirchensteuer (8 oder 9 % der Kapitalertragsteuer) (§ 43a Abs. 1 Nr. 1 EStG) vor der Ausschüttung abgezogen und an das Finanzamt abgeführt.
Kapitalgesellschaften können seit März 2013 die Dividenden nur noch steuerfrei vereinnahmen, sofern diese zu Beginn des Jahres mit mindestens 10 % an der ausschüttenden Gesellschaft beteiligt sind. § 8b Abs. 4 KStG n.F. ist erstmals auf Bezüge anzuwenden, die nach dem 28. Februar 2013 zufließen. Von den steuerfrei gestellten Dividenden sind nur 5 % der erhaltenen Dividende fiktiv als nicht abzugsfähige Betriebsausgabe zu versteuern; de facto werden somit 95 % der Dividenden von der Körperschaftsteuer befreit. Dies wurde als einer der Gründe genannt, warum 2019 Deutschland als eines von zehn europäischen Steuerparadiesen auf Platz 2 aufgelistet wurde.
Für die Gewerbesteuer existierte bereits zuvor eine Mindestbeteiligungsquote. Der Dividendenempfänger muss für die Steuerbefreiung zu Beginn des jeweiligen Erhebungszeitraums mit mindestens 15 % an dem ausschüttenden Unternehmen beteiligt sein (§ 9 Nr. 2a und 7 GewStG).

#### Bardividende und Bruttodividende
Da meistens die Steuern vorher abgezogen werden, es sich also um einen Nachsteuergewinn handelt, wird auch der Begriff Bardividende verwendet, im Gegensatz zur Bruttodividende vor Abzug jeglicher Steuern. Die Dividende wird üblicherweise auf das zugehörige Konto eines Wertpapierdepots überwiesen. Bei börsennotierten Unternehmen ist dem Dividendenempfänger durch die auszahlende Depotbank eine Steuerbescheinigung über die einbehaltenen Steuern zu erteilen, bei nichtbörsennotierten Unternehmen erfolgt Auszahlung und Steuerbescheinigung direkt durch das ausschüttende Unternehmen.

#### Halbeinkünfteverfahren
Die Dividenden waren bis Ende 2008 bei inländischen Personen im Normalfall sowohl im Privatvermögen als auch im Betriebsvermögen nach dem Halbeinkünfteverfahren als Einnahmen zu besteuern, seit 2009 grundsätzlich bei Privatpersonen pauschal mit 25 % gesondertem Steuertarif oder nach dem Teileinkünfteverfahren bei Beteiligungen, die dem Betriebsvermögen zuzurechnen sind.
Zu beachten ist, dass die Veräußerung von Anteilen, die einer Beteiligung von 1 % oder mehr entsprechen, zu Einkünften aus Gewerbebetrieb zuzurechnen sind und demnach dem Teileinkünfteverfahren unterliegen.

#### Dividenden aus ausländischen Aktien
Bei Dividenden aus ausländischen Aktien wird häufig am Sitz der Gesellschaft eine Quellensteuer einbehalten (je nach Land verschieden, häufig 15 %). Der Anleger muss die Dividende wie bei inländischen Aktien versteuern, kann aber die einbehaltene Quellensteuer in seiner deutschen Steuererklärung wahlweise von der Steuerschuld abziehen oder als Werbungskosten aus Kapitalvermögen anrechnen lassen.
Ist der Empfänger einer Dividende eine inländische Kapitalgesellschaft (beispielsweise AG oder GmbH) so kann die Einnahme je nach der Art der Beteiligung an der anderen Kapitalgesellschaft steuerfrei oder steuerpflichtig sein.

#### Kapitalrückzahlung
Erfolgt statt einer Gewinnausschüttung der Gesellschaft eine Leistung aus dem steuerlichen Einlagekonto, so hat die Gesellschaft diese als solche zu kennzeichnen (Kapitalrückzahlung bzw. Ertragsgutschrift nach § 27). Diese Ausschüttung gilt als steuerfreie Rückzahlung der Einlagen an die Anteilseigner (§ 20 Abs. 1 Nr. 1 Satz 3 EStG) und mindert die Anschaffungskosten. 
Sie ist keine steuerbare Einnahme und unterliegt damit weder dem Steuerabzug in Höhe von 25 % noch der Einkommensteuer. Sie wird in der von den Kreditinstituten erstellten und beim Finanzamt einzureichenden Steuerbescheinigung ausgewiesen, ist jedoch nicht in der Anlage KAP der Einkommensteuererklärung anzugeben.
Die Minderung der Anschaffungskosten drückt sich in einer nachträgliche Herabsetzung des Kaufkurses des Wertpapiers aus. Dadurch erhöht sich beim Verkauf gegebenenfalls der zu versteuernde Kursgewinn.

### International
Die steuerliche Behandlung von Dividenden ist in anderen Ländern unterschiedlich geregelt. Sie reicht von einer 0 Prozent Besteuerung wie beispielsweise in Brasilien oder im Vereinigten Königreich, kann aber auch Besteuerungshöhen von 30 bis 40 Prozent erreichen.

## Dividendenrendite
Die Dividende ist ein Kapitalertrag, den der Aktionär erhält und den er als betriebswirtschaftliche Kennzahl verdichten kann. Die Dividendenrendite (englisch dividend yield) {\displaystyle D_{y}} steht der Anleihenrendite für Anleihen gegenüber und ist eine Rendite, gemessen als Anteil der Dividende {\displaystyle D} am Aktienkurs {\displaystyle p} und üblicherweise ausgewiesen als Prozentwert:
{\displaystyle D_{y}={\frac {D}{p}}}.
Sie ist eine der klassischen Kennzahlen zur Bewertung einer Aktie. Die Dividendenrenditen von DAX-Werten liegen durchschnittlich bei 3 bis 4 Prozent. Die Dividendenrendite ist von der Aktienrendite (englisch Total Shareholder Return) zu unterscheiden, die auch Kursgewinne oder Kursverluste und unter Umständen Transaktionskosten beinhaltet.
Während die Dividendenrendite das Verhältnis der Dividende zum gegenwärtigen Kurs beschreibt, ist die Aktienrendite eine Maßzahl dafür, wie sich der Wert eines Aktienengagements über einen Zeitraum hinweg entwickelt hat und berücksichtigt sowohl die in dem Zeitraum angefallenen Dividenden als auch die eingetretenen Kursänderungen. Man spricht bei dieser Kombination von Kursverlauf und Dividendenrendite auch von der Performance einer Aktie oder eines (Aktien-)Index. Der Deutsche Aktienindex DAX wird üblicherweise als Performanceindex angegeben, wogegen international die meisten Indizes, beispielsweise der amerikanische Dow Jones, als Kursindex angegeben werden. Die veröffentlichten Dividendenrenditen beziehen sich üblicherweise auf die vom betreffenden Unternehmen zuletzt an die Aktionäre ausbezahlte Dividende bezogen auf den aktuellen Kurs der Aktie. Für einen Investor, der die Aktie billiger als zum aktuellen Kurs gekauft hat, erhöht sich damit seine persönliche Dividendenrendite und umgekehrt. Der Aktienindex DivDAX umfasst die 15 Aktiengesellschaften des DAX mit der höchsten Dividendenrendite.

### Beispiel 1
Drei Euro Dividende pro Aktie zu 55 Euro (ergibt eine Dividendenrendite von 5,5 %) ist höher als sechs Euro Dividende pro Aktie zu 125 Euro (Dividendenrendite von 4,8 %).

### Beispiel 2
Eine Aktie wurde bei 20 Euro gekauft. Der aktuelle Kurs beträgt 43 Euro und die aktuelle Dividende 2 Euro je Aktie. Dann ist die veröffentlichte Dividendenrendite {\displaystyle {\tfrac {2\,\mathrm {EUR} }{43\,\mathrm {EUR} }}=4{,}7\,\%} und die persönliche Dividendenrendite {\displaystyle {\tfrac {2\,\mathrm {EUR} }{20\,\mathrm {EUR} }}=10\,\%}.

## Dividendenpolitik
Dividenden gelten als Indiz für die wirtschaftliche Stärke eines Unternehmens und sind ein Signal für die Börse. Manchmal werden Dividenden daher ausgeschüttet, obwohl das Unternehmen im abgelaufenen Geschäftsjahr aus betriebswirtschaftlicher Sicht keinen Gewinn erzielt hat.
Im Idealfall sollte ein Unternehmen seine Ausschüttungsquote danach bemessen, welchen Teil seines Überschusses es nicht für Investitionen oder die Tilgung von Schulden verwenden kann. Dieser Anteil ist von Fall zu Fall unterschiedlich. Unternehmen, die stark wachsen, sich entschulden wollen oder hohen Investitionsbedarf haben, um ihre Wettbewerbsposition zu halten, schütten im Regelfall trotz Betriebsgewinn keine oder nur eine geringe Dividende aus. Kann ein Unternehmen dagegen nicht mehr wachsen oder muss es für seinen Betrieb geringe Investitionen tätigen, so kann es, sofern keine Firmenzukäufe geplant sind, praktisch seinen gesamten Gewinn nach Zinsen und Steuern als Dividende ausschütten. Dadurch weisen Unternehmen aus der zweiten Kategorie oft vergleichsweise hohe Dividendenrenditen auf, obwohl dahinter nicht notwendigerweise ein höherer Gewinn oder gar ein profitableres Unternehmen steht. In die erste Kategorie fallen oft Technologieunternehmen, in die zweite Kategorie beispielsweise Versorgungsunternehmen.
Gelegentlich kommt es vor, dass die aktuelle Dividende mit dem Geschäftserfolg des Unternehmens nicht übereinstimmt. So haben beispielsweise Rückversicherungsgesellschaften damit zu kämpfen, dass im Schnitt etwa alle fünf Jahre große Naturkatastrophen eintreten, die die ansonsten erzielten Gewinne aufzehren. Um die Aktionäre in solchen Geschäftsjahren „bei der Stange zu halten“, wird die Dividende im Regelfall in voller Höhe weitergezahlt. Dies geschieht oft nicht zum Schaden des Unternehmens, weil Rückversicherer auf solche Fälle vorbereitet sind und entsprechende Rücklagen in der Bilanz berücksichtigen.

## Dividendenrhythmus
Der Dividendenrhythmus beschreibt die Anzahl der Ausschüttungen innerhalb eines Geschäftsjahres. Üblicherweise werden Dividenden jährlich, halbjährlich, quartalsweise oder monatlich ausgeschüttet.
In Deutschland ist die jährliche Dividende gebräuchlich. In den USA hingegen dominiert die Quartalsdividende, wobei auch halbjährlich wie monatlich ausschüttende Unternehmen zu finden sind. Einige Unternehmen in Europa erhöhten den Dividendenrhythmus. So erhöhte Novo Nordisk (Dänemark) die Anzahl der Ausschüttungen von einmal auf zweimal jährlich, Unilever (UK) von halbjährlich auf quartalsweise und Total (Frankreich) von jährlich über halbjährlich auf quartalsweise.

## Sachdividende
Ausgeschüttet werden können nicht nur Geld, sondern auch Wirtschaftsgüter (§ 174 Abs. 2 Nr. 2 AktG) oder Aktien von Tochtergesellschaften (§ 58 Abs. 5 AktG). Allgemein wird dabei von Naturaldividende gesprochen. Häufig wird auch die Verköstigung auf der Hauptversammlung als Naturaldividende bezeichnet.
Ein Beispiel für ein Unternehmen, das Sachdividende ausschüttet, ist Lindt & Sprüngli, deren Aktionäre jährlich pro Aktie (87.400 CHF, Stand April 2021) neben einer normalen Gelddividende einen vier bis fünf Kilogramm schweren Koffer voller Schokolade des Lindt-Sortiments erhalten.

## Stockdividende
Von einer Stockdividende wird gesprochen, wenn die Dividendenzahlung nicht durch Bargeld, sondern durch die Ausgabe von kostenlosen Aktien erfolgt.

## Konkursrechtlicher Begriff
Im schweizerischen Sprachgebrauch bezeichnet der Begriff der Konkursdividende beispielsweise den Betrag, den der Gläubiger für seine Forderung nach durchgeführtem Konkurs erhält.

## International
International sind die Verhältnisse sehr ähnlich. Die in den Massenmedien angekündigten Dividenden (englisch dividends) werden auf der Hauptversammlung (englisch general meeting) beschlossen und kurz nach der Hauptversammlung ausgezahlt. Es genügt, wenn die Aktie (englisch share) kurz vor der Hauptversammlung hinterlegt ist. Mit einer Dividendenstrategie (englisch dividend capture strategy) kann diese Rechtslage ausgenutzt werden. Es handelt sich um eine Anlagestrategie, welche die kurzfristige Gewinnmitnahme von Dividenden zum Ziel hat. Dabei treffen die Anleger die Kaufentscheidung für eine Aktie kurz vor der Hauptversammlung, um sie danach (nach Ablauf der Ex Dividende-Kursfeststellung) wieder zu verkaufen. Sie vereinnahmen die Dividende für das gesamte Geschäftsjahr, auch wenn sie die Aktie nur für wenige Tage im Depot hatten.
In der Schweiz fällt die Dividendenberechtigung auf das sogenannte Record-Datum – in der Regel der Tag nach dem Ex Dividende-Tag. Am Record-Datum legen Kreditinstitute und die Verwahrstelle SIX SIS der Aktien fest, wer dividendenberechtigt ist. Die Dividende erhält, wer an diesem Tag Aktien besitzt. Findet beispielsweise die Generalversammlung am 21. April statt, so fällt die Ex Dividende-Kursnotiz auf den 23. April, am 24. April ist das Record-Datum und am 25. April folgt die Auszahlung der Dividende.
In Österreich muss eine Aktie spätestens zwei Handelstage vor dem Record-Datum (Nachweisstichtag) gekauft werden. Fällt etwa die Hauptversammlung auf den 11. Mai, liegt der Cum-Tag mit dem letztmöglichen Dividendenanspruch am 14. Mai, das Record-Datum fällt auf den 16. Mai, Zahltag ist der 17. Mai.